# Духин, Владислав Анатольевич
Владисла́в Анато́льевич Духи́н (26 марта 1980, Ставрополь — 1 марта 2000, Шатойский район, Чечня) — российский военнослужащий, командир отделения 6-й парашютно-десантной роты 104-го гвардейского полка 76-й воздушно-десантной дивизии. Участник боевых действий на Северном Кавказе, гвардии младший сержант. Герой Российской Федерации (посмертно).

## Биография
Родился 26 марта 1980 года в городе Ставрополе. В детстве занимался футболом у тренера Вадима Андреева, мечтал о службе в ВДВ. После окончания средней школы №24 работал в автомастерской.
В мае 1998 года был призван на срочную службу в армию.
Служил в шестой роте 104-го Черехинского парашютно-десантного полка 76-й гвардейской дивизии в Пскове.
Участвовал в составе миротворческих сил в урегулировании конфликта в Абхазии, в ликвидации террористических формирований в Чеченской республике.

## Подвиг
29 февраля 2000 года гвардии младший сержант Духин, выполняя боевую задачу на территории Чеченской республики в составе 6-й парашютно-десантной роты, занимал оборону на одной из высот Аргунского ущелья (высота 776.0, Шатойский район).
Утром 1 марта 2000 года позиции десантников были атакованы крупной группой боевиков Хаттаба, нанёсшими личному составу серьёзные потери убитыми и ранеными. Получил ранение и Духин.
Несмотря на собственное ранение и продолжающийся массированный обстрел территории, В. Духин вытащил из-под огня в безопасное место нескольких раненых сослуживцев. Во время очередной вылазки за раненым товарищем Владислав заметил, что попал в окружение боевиков, обошедших позиции десантников с трёх сторон.
Некоторое время Духин сдерживал боевиков, ведя прицельный огонь из автомата и не давая бандитам приблизиться. Только когда у десантника закончились боеприпасы, боевики смогли подойти к Владиславу вплотную. Выдернув чеку последней гранаты, Владислав Духин бросился в гущу боевиков, подорвав себя вместе с ними. После боя вокруг Духина насчитали десять погибших от взрыва боевиков.
Указом Президента Российской Федерации № 484 от 12 марта 2000 года за мужество и отвагу, проявленные при ликвидации незаконных террористических формирований в Северо-Кавказском регионе, гвардии младшему сержанту Духину Владиславу Анатольевичу присвоено звание Героя Российской Федерации (посмертно).

## Награды
- Медаль «Золотая Звезда» Героя Российской Федерации (12 марта 2000 г.) — за мужество и отвагу, проявленные при ликвидации незаконных вооруженных формирований в Северо-кавказском регионе;
- Медаль «За воинскую доблесть» II степени (1999 г.) — за действия в составе миротворческих сил в республике Абхазия;
- Почётный гражданин Ставрополя (Решением Ставропольской городской Думы от 24 апреля 2020 г. № 440)[2].

## Память
- Центр образования города Ставрополя (бывший вечерний лицей) носит имя бывшего ученика Владислава Духина, на здании установлена мемориальная доска. Также мемориальная доска установлена на здании средней школы № 24 города Ставрополя.
- Ежегодно с 2000 года в Ставрополе проводится Всероссийский футбольный турнир памяти Героя России Владислава Духина[3].
- В городе Ставрополе в честь героя названа одна из улиц.
- 26 марта 2014 года, в день рождения В. Духина, на территории 247-го гвардейского казачьего десантно-штурмового полка, торжественно открыт Мемориал Героя[4].
- В феврале 2015 года Герою чеченской войны Владиславу Духину, у здания ставропольского Центра образования, был установлен бюст[5].
- В октябре 2003 года отец Героя с местным священником отцом Александром, ротой спецназовцев и ребят из военно-спортивного клуба «Русские витязи» установили на одной из вершин Кавказского хребта на территории Карачаево-Черкесии поклонный православный крест в память Владислава Духина и во славу подвига восьмидесяти четырёх русских солдат. Гора получила неофициальное название — Духина гора[6][7].
- С 2014 года победителям турнира памяти героя России Владислава Духина вручается наградная медаль изготавливаемая на ГосЗнаке[8].